# Volk ohne Raum

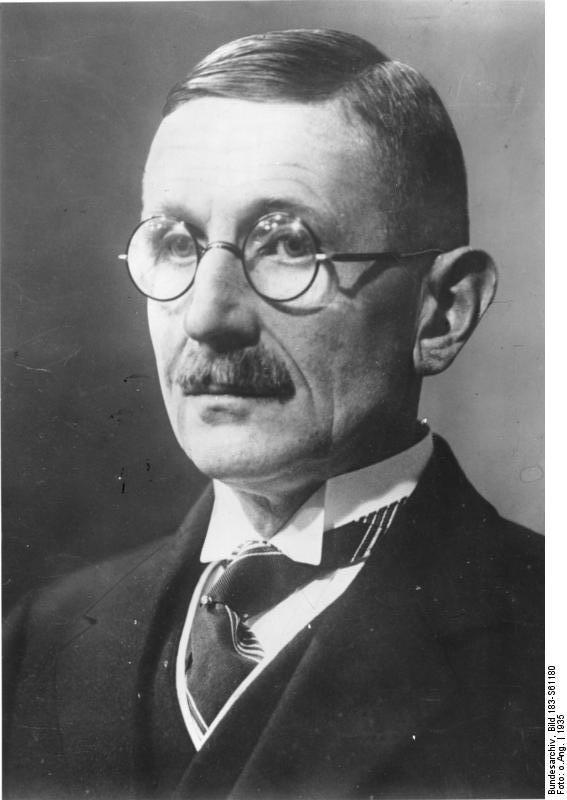
Retrat de Hans Grimm, creador de la frase.

Volk ohne Raum és una expressió alemanya que es podria traduir per «poble sense espai». Era durant anys la divisa política que s'utilitzava a la República de Weimar i l'Alemanya nazi. El terme va ser encunyat per l'escriptor nacionalista Hans Grimm amb la seva novel·la Volk ohne Raum del 1926. La novel·la immediatament va cridar molt l'atenció i va vendre gairebé 700.000 còpies.
El lema va ser utilitzat en un context polític que suggereix que, a causa del Tractat de Versalles on es va privar a Alemanya del seu imperi colonial, els alemanys s'havien convertit en un poble sense Lebensraum o espai vital, lluitant contra la pobresa, la misèria, la fam i la superpoblació. Estretament vinculada a aquesta idea, va ser l'afirmació que la terra fou dividida injustament entre les grans potències, que van deixar els alemanys que posseïen poques colònies sense espai indispensable, en comparació amb les nacions europees amb menor població.
Els nazis utilitzaven el lema per justificar la conquesta alemanya de Polònia i la Unió Soviètica. El programa nacionalsocialista va declarar: «Exigim terra i territori (colònies) per al manteniment del nostre poble, i la colonització del nostre excés de població».